# Ghiacciaio Manna
Il ghiacciaio Manna è un ghiacciaio lungo circa 25 km situato sulla costa della regione settentrionale della Terra di Oates, in Antartide. In particolare, il ghiacciaio, il cui punto più alto si trova a circa 1250 m s.l.m., fluisce verso nord-est partendo dalla parte meridionale del versante orientale dei colli Wilson e scorrendo tra il picco Stevenson, a sud-est, e il monte Schutz, a nord-ovest, fino ad andare ad alimentare la piattaforma glaciale Gillett.

## Storia
Il ghiacciaio Manna è stato così battezzato dai membri della squadra settentrionale della spedizione neozelandese di ricognizione antartica svolta nel periodo 1963-64 poiché in quell'area un aereo del Governatore generale della Nuova Zelanda effettò un lancio di viveri ed altri equipaggiamenti, che rappresentarono per i membri della spedizione una vera e propria "manna dal cielo" ("manna from heaven").